# Sireuma nobile
Sireuma nobile es una especie de miriápodo cordeumátido cavernícola de la familia Opisthocheiridae endémica del Portugal peninsular; se encuentra en el Alentejo.